# Nikolaos Vorvolakos
Nikolaos Vorvolakos (griego: Νικόλαος Βορβολάκος; 1931 - 17 de abril de 2014) fue un oficial del ejército griego que se desempeñó como jefe de la Guardia Nacional chipriota de febrero de 1993 a abril de 1998.
Nacido en Península de Mani, se graduó en la Academia de la Armada Helénica como oficial de armadura. Fue expulsado del ejército por la junta militar griega de 1967-1974, tiempo durante el cual estudió y logró el título de arquitecto. Fue restablecido en 1975 tras la caída de la junta militar, y en 1993, con el rango de teniente general, fue nombrado jefe de la Guardia Nacional chipriota. Durante su mandato hasta abril de 1998, fue distinguido por sus esfuerzos en el aumento de la capacidad de combate de la Guardia Nacional y en la implementación de la nueva doctrina de defensa común entre Grecia y Chipre, adoptada en 1993, con el inicio de la Nikiforos - Toxotis ejercicios comunes y las visitas de los aviones griegos y unidades navales a instalaciones militares chipriotas.
El General Vorvolakos murió el 17 de abril de 2014. Estaba casado y tenía dos hijos.